# Хита (царь Элама)
Хита — царь Элама, правил приблизительно в 2290 — 2250 годах до н. э. Сведения о нём ограничиваются лишь эламским царским списком.
Видимо, именно с этим эламским царём Нарам-Суэн заключил около 2260 года до н. э. союзный договор. Этот договор не только первый крупный документ, написанный на эламском языке, он также является первым международным письменным документом, засвидетельствованным в истории. Исписанная с двух сторон по шесть колонок, очень поврежденная глиняная табличка была найдена в Сузах. Самое удивительное в этом документе то, что он написан по-эламски, в то время как все остальные документы времен Саргонидов вплоть до Нарам-Суэна написаны только на аккадском языке. В надписи ещё многое остается нерасшифрованным, отчасти из-за недостаточного знания эламского языка.
Место в табличке-договоре, где стояло имя эламского царя, разрушено. Вероятнее всего речь идёт о царе Хите, но не исключено, что текст относится к правлению следующего царя Кутик-Иншушинака. Договор, во всяком случае, доказывает, что могучий властелин Двуречья серьёзно, относился к союзу с Эламом, ибо это был союзнический договор, а не документ о порабощении.
Договор начинается словами: «Слушайте, богиня Пиненкир и вы, добрые боги неба!» В первых двух столбцах перечисляются имена 37 богов, как аккадских, так и эламских, являющихся гарантами соглашения. Далее можно понять, что Нарам-Суэн отправил в Сузы своего посла с дарами, а эламский царь предоставил ему своё войско. Возможно, что Нарам-Суэн взял в жены дочь эламского царя и последний желает ей плодовитости и рождения наследника престола. Эламский царь также сообщает, что поставит в храмах Суз статуи аккадского царя. На обратной стороне таблички приводятся заверения в дружбе, текст которых плохо сохранился. Несколько раз повторяется фраза: «Враг Нарам-Суэна — мой враг, друг Нарам-Суэна — мой друг!» Эламский правитель обязуется способствовать благополучию Аккада и противиться любому проявлению вражды между народами. Основной целью договора было желание аккадского царя заручиться союзником в противостоянии с дикими племенами гутиев, обитавшими в районе озера Урмия. Они постоянно беспокоили границы Аккадского царства и Нарам-Суэн был вынужден постоянно держать крупные силы на восточных границах.
| Аванская династия    |                                     |                           |
| Предшественник: Хелу | царь Элама ок. 2290 — 2250 до н. э. | Преемник: Кутик-Иншушинак |